# Белова, Ольга Сергеевна
О́льга Серге́евна Бело́ва (род. 9 августа 1957) — советская волейболистка, игрок сборной СССР (1977). Чемпионка Европы 1977. Нападающая. Мастер спорта международного класса (1977).
Выступала за команды: до 1977 — «Автомобилист» (Ташкент), с 1977 — ТТУ (Ленинград). Серебряный призёр чемпионата СССР 1980.
В сборной СССР выступала в 1977 году. В её составе: чемпионка Европы, участница розыгрыша Кубка мира.
В настоящее время проживает во Франции.